# André Morell
André Morell (* 20. August 1909 in London; † 28. November 1978 ebenda; eigentlich André Mesritz) war ein britischer Schauspieler.

## Leben
André Morell, Sohn eines niederländischen Vaters und einer britischen Mutter, machte 1938 sein Schauspieldebüt im Film, nachdem er zuvor schon einige Jahre als Tourneeschauspieler gearbeitet hatte. Ebenfalls 1938 wurde Morrell an das Old Vic Theatre verpflichtet und ging im Zweiten Weltkrieg zu den Royal Welch Fusiliers, wo er den Rang des Majors erreichte. Erst nach seiner Rückkehr aus dem Zweiten Weltkrieg nahm seine Schauspielkarriere an Fahrt auf. Auf der Bühne spielte der renommierte Shakespeare-Schauspieler sowohl Timon von Athen als auch Hamlet.
Der Schauspieler war seit den 1950er-Jahren in renommierten Projekten auf der Leinwand zu sehen, beispielsweise als Militärkommandeur in David Leans Die Brücke am Kwai (1957) neben Alec Guinness und William Holden sowie als Sextus in William Wylers Ben Hur (1959) an der Seite von Charlton Heston. Der distinguiert wirkende Morell trat auch in insgesamt neun Filmen der Hammer Studios auf, unter anderem als Doktor Watson in Der Hund von Baskerville (1959) sowie in dem Zombie-Streifen Nächte des Grauens. Zu seinen späten Kinorollen zählen ein Auftritt in Stanley Kubricks Filmklassiker Barry Lyndon (1975) sowie die Stimme des Elrond im Fantasy-Zeichentrickfilm Der Herr der Ringe (1978). Für das Fernsehen verkörperte Morell neben Peter Cushing in einer Version von George Orwells Roman 1984 den finsteren O'Brien. 
André Morell starb 1978 im Alter von 69 Jahren an Lungenkrebs. Er war von 1960 bis zu seinem Tod mit der Filmschauspielerin Joan Greenwood verheiratet. Die beiden haben einen Sohn, den Schauspieler Jason Morell.

## Filmografie (Auswahl)
- 1938: Pride and Prejudice (Fernsehfilm)
- 1938: 13 Men and a Gun
- 1949: Frauen im gefährlichen Alter (That Dangerous Age)
- 1950: So ist das Leben (Trio)
- 1950: Die rote Lola (Stage Fright)
- 1950: Eine Stadt hält den Atem an (Seven Days to Noon)
- 1954: Weißer Herrscher über Tonga (His Majesty O'Keefe)
- 1955: Traum meines Lebens (Summertime)
- 1956: Das Baby auf dem Schlachtschiff (The Baby and the Battleship)
- 1956: Zarak Khan (Zarak)
- 1957: Die Brücke am Kwai (The Bridge on the River Kwai)
- 1957: Der Mann, den keiner kannte (Interpol)
- 1958: Die gelbe Hölle (The Camp on Blood Island)
- 1958: Der Hund von Baskerville (The Hound of the Baskervilles)
- 1958/59: Quatermass and the Pit (Fernsehserie)
- 1959: Das Ungeheuer von Loch Ness (The Giant Behemoth)
- 1959: Ben Hur
- 1960: On Trial (Fernsehserie, Folge Oscar Wilde)
- 1961: Schatten einer Katze (The Shadow of the Cat)
- 1962: Cash on Demand
- 1963–1965: Mit Schirm, Charme und Melone (The Avengers, Fernsehserie, 2 Folgen)
- 1964: Der Millionenschatz (The Moon-Spinners)
- 1965: Simon Templar (The Saint, Fernsehserie, 1 Folge)
- 1965: Judith
- 1966: Letzte Grüße von Onkel Joe (The Wrong Box)
- 1966: Nächte des Grauens (The Plague of the Zombies)
- 1966: Doctor Who (Fernsehserie, 3 Folgen)
- 1967: Der Fluch der Mumie (The Mummy’s Shroud)
- 1970: Julius Caesar
- 1971: John Christie, der Frauenwürger von London (10 Rillington Place)
- 1971: Play for Today (Fernsehserie, Folge Hell's Angel)
- 1972: Papst Johanna (Pope Joan)
- 1975: Barry Lyndon
- 1976: Mohammed – Der Gesandte Gottes (Mohammad, Messenger of God)
- 1976: Cinderellas silberner Schuh (The Slipper and the Rose)
- 1978: Der Herr der Ringe (The Lord of the Rings, Zeichentrickfilm, Stimme im Original von Lord Elrond)
- 1978: Die Profis (The Professionals, Fernsehserie, Folge 2x08)
- 1979: Der große Eisenbahnraub (The First Great Train Robbery)